# Episodi di Anger Management (seconda stagione)
La seconda e ultima stagione della serie televisiva Anger Management, composta da novanta episodi, è stata trasmessa dal canale televisivo statunitense FX dal 17 gennaio 2013 al 22 dicembre 2014.
In Italia viene trasmessa dal 16 luglio al 17 novembre 2018 su Italia 1, saltando 18 episodi; poco dopo, dal 26 novembre dello stesso anno al 2 gennaio 2019, la stagione viene interamente trasmessa su Italia 2, inclusi gli episodi rimasti inediti durante la prima programmazione su Italia 1.
| nº | Titolo originale                                                | Titolo italiano                                           | Prima TV USA      | Prima TV Italia   |
| -- | --------------------------------------------------------------- | --------------------------------------------------------- | ----------------- | ----------------- |
| 1  | Charlie Loses it at a Baby Shower                               | Charlie perde le staffe ad una festa premaman             | 17 gennaio 2013   | 16 luglio 2018    |
| 2  | Charlie's Dad Starts to Lose It                                 | Il padre di Charlie perde la testa                        | 17 gennaio 2013   | 17 luglio 2018    |
| 3  | Charlie and the Ex–Patient                                      | Charlie e la sua ex paziente                              | 24 gennaio 2013   | 18 luglio 2018    |
| 4  | Charlie's Dad Breaks Bad                                        | Il padre di Charlie rompe le regole                       | 31 gennaio 2013   | 19 luglio 2018    |
| 5  | Charlie & Jen Together Again                                    | Charlie e Jen di nuovo insieme                            | 7 febbraio 2013   | 20 luglio 2018    |
| 6  | Charlie and Deception Therapy                                   | Charlie e l'effetto placebo                               | 14 febbraio 2013  | 27 novembre 2018  |
| 7  | Charlie Dates a Teacher                                         | Charlie e la prof                                         | 21 febbraio 2013  | 28 novembre 2018  |
| 8  | Charlie & Cee Lo                                                | Charlie e Cee Lo                                          | 28 febbraio 2013  | 28 novembre 2018  |
| 9  | Charlie Is an Expert Witness                                    | Charlie va in tribunale                                   | 7 marzo 2013      | 23 luglio 2018    |
| 10 | Charlie & Catholicism                                           | Charlie e il cattolicesimo                                | 14 marzo 2013     | 24 luglio 2018    |
| 11 | Charlie Dates Crazy, Sexy, Angry                                | Charlie e la pazza, sexy, arrabbiata Lori                 | 4 aprile 2013     | 29 novembre 2018  |
| 12 | Charlie Gets Lindsay Lohan in Trouble                           | Charlie mette nei guai Lindsay Lohan                      | 11 aprile 2013    | 25 luglio 2018    |
| 13 | Charlie and Lacey Piss Off the Neighborhood                     | Charlie e Lacey contro il vicinato                        | 18 aprile 2013    | 26 luglio 2018    |
| 14 | Charlie and Kate Horse Around                                   | Charlie e Kate in sella                                   | 18 aprile 2013    | 27 luglio 2018    |
| 15 | Charlie's Patients Hook Up                                      | Charlie e le relazioni interne                            | 25 aprile 2013    | 30 luglio 2018    |
| 16 | Charlie and Kate's Dirty Pictures                               | Charlie e le foto audaci di Kate                          | 2 maggio 2013     | 30 novembre 2018  |
| 17 | Charlie Lets Kate Take Charge                                   | Charlie affida il gruppo a Kate                           | 9 maggio 2013     | 31 luglio 2018    |
| 18 | Charlie and the Break-Up Coach                                  | Charlie e il life coach                                   | 16 maggio 2013    | 1 agosto 2018     |
| 19 | Charlie, Kate and Jen Get Romantic                              | Charlie, Kate e Jen si innamorano                         | 23 maggio 2013    | 2 agosto 2018     |
| 20 | Charlie Breaks Up With Kate                                     | Charlie rompe con Kate                                    | 30 maggio 2013    | 3 agosto 2018     |
| 21 | Charlie & His New Therapist                                     | Charlie e la sua nuova terapista                          | 3 giugno 2013     | 6 agosto 2018     |
| 22 | Charlie and Kate Start a Sex Study                              | Charlie e Kate cominciano uno studio sul sesso            | 6 giugno 2013     | 3 dicembre 2018   |
| 23 | Charlie and the Secret Gigolo                                   | Charlie e il gigolo segreto                               | 10 giugno 2013    | 7 agosto 2018     |
| 24 | Charlie and His New Friend with Benefits                        | Charlie e la nuova amica speciale                         | 13 giugno 2013    | 8 agosto 2018     |
| 25 | Charlie and the Airport Sext                                    | Charlie e il messaggio spinto                             | 20 giugno 2013    | 9 agosto 2018     |
| 26 | Charlie and the Hot Nerd                                        | Charlie e la nerd sexy                                    | 27 giugno 2013    | 4 dicembre 2018   |
| 27 | Charlie Dates a Serial Killer's Sister                          | Charlie e la sorella del serial killer                    | 11 luglio 2013    | 10 agosto 2018    |
| 28 | Charlie and the Cheating Patient                                | Charlie e il paziente traditore                           | 18 luglio 2013    | 13 agosto 2018    |
| 29 | Charlie and the Hit and Run                                     | Charlie e il pirata della strada                          | 25 luglio 2013    | 13 agosto 2018    |
| 30 | Charlie and the Virgin                                          | Charlie e la prima volta                                  | 1º agosto 2013    | 14 agosto 2018    |
| 31 | Charlie Kills His Ex's Sex Life                                 | Charlie fa fuori l'amante della sua ex                    | 8 agosto 2013     | 14 agosto 2018    |
| 32 | Charlie and the Prison Riot                                     | Charlie e la rivolta carceraria                           | 15 agosto 2013    | 6 dicembre 2018   |
| 33 | Charlie and Kate Do It For Money                                | Charlie e Kate lo fanno per soldi                         | 5 settembre 2013  | 15 agosto 2018    |
| 34 | Charlie and the Sting                                           | Charlie e il doppio gioco                                 | 12 settembre 2013 | 15 agosto 2018    |
| 35 | Charlie and the Devil                                           | Charlie organizza una festa epica                         | 19 settembre 2013 | 16 agosto 2018    |
| 36 | Charlie and the Grad Student                                    | Charlie e la studentessa                                  | 26 settembre 2013 | 17 agosto 2018    |
| 37 | Charlie's New Sex Study Partner                                 | Charlie e il nuovo partner                                | 3 ottobre 2013    | 17 agosto 2018    |
| 38 | Charlie and the Sex Addict                                      | Charlie, Sean e le dipendenze                             | 10 ottobre 2013   | 20 agosto 2018    |
| 39 | Charlie and the Hooker                                          | Charlie e la escort                                       | 24 ottobre 2013   | 10 dicembre 2018  |
| 40 | Charlie and the Devil                                           | Charlie e il diavolo                                      | 31 ottobre 2013   | 20 agosto 2018    |
| 41 | Charlie and Sean and the Battle of the Exes                     | Charlie e Sean e la battaglia delle ex                    | 7 novembre 2013   | 21 agosto 2018    |
| 42 | Charlie Helps Lacey Stay Rich                                   | Charlie aiuta Lacey a rimanere ricca                      | 14 novembre 2013  | 21 agosto 2018    |
| 43 | Charlie Loses His Virginity Again                               | Charlie e la seconda prima volta                          | 21 novembre 2013  | 22 agosto 2018    |
| 44 | Charlie Does It for Science                                     | Charlie lo fa in nome della scienza                       | 5 dicembre 2013   | 22 agosto 2018    |
| 45 | Charlie and Lacey Shack Up                                      | Charlie e Lacey agli arresti domiciliari                  | 12 dicembre 2013  | 23 agosto 2018    |
| 46 | Charlie and the Christmas Hooker                                | Charlie e una movimentata vigilia natalizia               | 19 dicembre 2013  | 12 dicembre 2018  |
| 47 | Charlie and the Pajama Intervention                             | Charlie e l'operazione pigiama                            | 23 gennaio 2014   | 23 agosto 2018    |
| 48 | Charlie Sets Jordan Up with a Serial Killer                     | Charlie e il sacrificio di Jordan                         | 30 gennaio 2014   | 24 agosto 2018    |
| 49 | Charlie and the Twins                                           | Charlie e le gemelle                                      | 6 febbraio 2014   | 13 dicembre 2018  |
| 50 | Charlie and Sean Fight Over a Girl                              | Charlie e Sean si contendono una ragazza                  | 27 febbraio 2014  | 24 agosto 2018    |
| 51 | Charlie and the Last Temptation of Eugenio                      | Charlie e l'ultima tentazione di Eugene                   | 6 marzo 2014      | 14 dicembre 2018  |
| 52 | Charlie and the Hot Latina                                      | Charlie e la chica latina                                 | 13 marzo 2014     | 27 agosto 2018    |
| 53 | Charlie and His Probation Officer's Daughter                    | Charlie e la figlia del supervisore                       | 20 marzo 2014     | 27 agosto 2018    |
| 54 | Charlie Gets Date Rated                                         | Charlie viene recensito                                   | 27 marzo 2014     | 28 agosto 2018    |
| 55 | Charlie and Jordan Go to Prison                                 | Charlie e Jordan vanno in prigione                        | 3 aprile 2014     | 28 agosto 2018    |
| 56 | Charlie and the Re-Virginized Hooker                            | Charlie, la escort e il voto di castità                   | 10 aprile 2014    | 29 agosto 2018    |
| 57 | Charlie Catches Jordan in the Act                               | Charlie coglie in flagrante Jordan                        | 17 aprile 2014    | 29 agosto 2018    |
| 58 | Charlie Spends the Night with Lacey                             | Charlie e la notte con Lacey                              | 24 aprile 2014    | 30 agosto 2018    |
| 59 | Charlie Screws a Prisoner's Girlfriend                          | Charlie e la ragazza del detenuto                         | 1º maggio 2014    | 30 agosto 2018    |
| 60 | Charlie Cops a Feel                                             | Charlie e la poliziotta                                   | 8 maggio 2014     | 31 agosto 2018    |
| 61 | Charlie, Lacey and the Dangerous Plumber                        | Charlie, Lacey e l'idraulico pericoloso                   | 15 maggio 2014    | 31 agosto 2018    |
| 62 | Charlie and the Mother of All Sessions                          | Charlie, genitori e figli                                 | 29 maggio 2014    | 3 settembre 2018  |
| 63 | Charlie and Sean's Twisted Sister                               | Charlie e la sorella di Sean                              | 4 agosto 2014     | 3 settembre 2018  |
| 64 | Charlie Has a Threesome                                         | Charlie e il triangolo                                    | 4 agosto 2014     | 4 settembre 2018  |
| 65 | Charlie and the Lap Dance of Doom                               | Charlie e le sventure della lap dance                     | 11 agosto 2014    | 4 settembre 2018  |
| 66 | Charlie Tests His Will Power                                    | Charlie finisce in prima pagina                           | 11 agosto 2014    | 5 settembre 2018  |
| 67 | Charlie and the Psychic Therapist                               | Charlie e il terapista sensitivo                          | 18 agosto 2014    | 5 settembre 2018  |
| 68 | Charlie Gets Between Sean and Jordan                            | Charlie tra Sean e Jordan                                 | 18 agosto 2014    | 24 dicembre 2018  |
| 69 | Charlie Does Times With the Hot Warden                          | Charlie sconta la pena con la sexy direttrice del carcere | 25 agosto 2014    | 6 settembre 2018  |
| 70 | Charlie & The Warden's Dirty Secret                             | Charlie e lo sporco segreto della direttrice del carcere  | 25 agosto 2014    | 6 settembre 2018  |
| 71 | Charlie and the Temper of Doom                                  | Charlie e la congiura della rabbia                        | 1º settembre 2014 | 7 settembre 2018  |
| 72 | Charlie Gets Trashed                                            | Charlie e la guerra dei rifiuti                           | 1º settembre 2014 | 7 settembre 2018  |
| 73 | Charlie and the Case of the Curious Hottie                      | Charlie e il caso della ragazza misteriosa                | 8 settembre 2014  | 15 settembre 2018 |
| 74 | Charlie Pledges a Sorority Sister                               | Charlie e la consorella                                   | 8 settembre 2014  | 22 settembre 2018 |
| 75 | Charlie Plays Hide and Go Cheat                                 | Charlie e il tradire senza essere scoperti                | 3 novembre 2014   | 22 settembre 2018 |
| 76 | Charlie & the Revenge of the Hot Nerd                           | Charlie e la vendetta della nerd sexy                     | 3 novembre 2014   | 29 settembre 2018 |
| 77 | Charlie and the Curse of the Flying Fist                        | Charlie e la maledizione del pugno volante                | 10 novembre 2014  | 6 ottobre 2018    |
| 78 | Charlie and the Houseful of Hookers                             | Charlie e la casa piena di escort                         | 10 novembre 2014  | 27 dicembre 2018  |
| 79 | Charlie Gets Patrick High                                       | Charlie fa volare Patrick                                 | 17 novembre 2014  | 27 dicembre 2018  |
| 80 | Charlie and Lacey Go For Broke                                  | Charlie e Lacey in bancarotta                             | 17 novembre 2014  | 6 ottobre 2018    |
| 81 | Charlie & the Terrible, Horrible, No Good Very Bad Thanksgiving | Charlie e il catastrofico giorno del Ringraziamento       | 24 novembre 2014  | 13 ottobre 2018   |
| 82 | Charlie Rolls the Dice in Vegas                                 | Charlie lancia i dadi a Las Vegas                         | 24 novembre 2014  | 20 ottobre 2018   |
| 83 | Charlie & the Return of the Danger Girl                         | Charlie e il ritorno della ragazza che amava il pericolo  | 1º dicembre 2014  | 31 dicembre 2018  |
| 84 | Charlie Gets in Bed With Jordan's Ex                            | Charlie, Jordan e l'ex marito                             | 1º dicembre 2014  | 3 novembre 2018   |
| 85 | Charlie's Living the Dream                                      | Charlie nel mondo dei sogni                               | 8 dicembre 2014   | 3 novembre 2018   |
| 86 | Charlie Meets his Match                                         | Charlie incontra l'anima gemella                          | 8 dicembre 2014   | 10 novembre 2018  |
| 87 | Charlie and The Epic Relationship Fail                          | Charlie e le relazioni fallite                            | 15 dicembre 2014  | 17 novembre 2018  |
| 88 | Charlie Gets Tied Up with A Catholic Girl                       | Charlie e la brava ragazza                                | 15 dicembre 2014  | 1º gennaio 2019   |
| 89 | Charlie and the Sexy Swing Vote                                 | Charlie è messo in minoranza                              | 22 dicembre 2014  | 1º gennaio 2019   |
| 90 | Charlie & The 100th Episode                                     | Charlie e il centesimo episodio                           | 22 dicembre 2014  | 17 novembre 2018  |